# Еталон змішаного ялицево-буково-смерекового насадження (Бистрицьке лісництво, кв. 13, вид. 5)
Еталон змішаного ялицево-буково-смерекового насадження — ботанічна пам'ятка природи місцевого значення. Об'єкт розташований на території Надвінянського району Івано-Франківської області, Бистрицьке лісництво, квартал 13, виділ 5.
Площа — 5,4000 га, статус отриманий у 1993 році.